# Neil E. Willard
Neil E. Willard (* 9. Mai 1937 in Montreal; † 25. März 1998 ebenda) war Weihbischof in Montréal.

## Leben
Er empfing am 27. Mai 1961 die Priesterweihe.
Papst Johannes Paul II. ernannte ihn am 27. Juni 1995 zum Weihbischof in Montréal sowie zum Titularbischof von Tisedi. Der Erzbischof von Montréal, Jean-Claude Kardinal Turcotte spendete ihm am 15. August desselben Jahres die Bischofsweihe; Mitkonsekratoren waren Jude Saint-Antoine, Weihbischof in Montréal, und Leonard James Crowley, emeritierter  Weihbischof in Montréal. 